# Триртутьлютеций
Триртутьлютеций — бинарное неорганическое соединение
лютеция и ртути
с формулой LuHg3,
кристаллы.

## Получение
- Сплавление стехиометрических количеств чистых веществ в инертной атмосфере:

{\displaystyle {\mathsf {Lu+3Hg\ {\xrightarrow {T}}\ LuHg_{3}}}}

## Физические свойства
Триртутьлютеций образует кристаллы
гексагональной сингонии,
пространственная группа P 63/mmc,
параметры ячейки a = 0,6476 нм, c = 0,4851 нм, Z = 2,
структура типа кадмийтримагния Mg3Cd
.